# کوه بیکر (اوگاندا)
کوه بیکر (به لاتین: Mount Baker) یک کوه در اوگاندا است که در اوگاندا واقع شده‌است. کوه بیکر ۴٬۸۴۴ متر بالاتر از سطح دریا واقع شده‌است.